# Mohammad Anwar Elahee
Mohammad Anwar Elahee (dit Mamade Elahee) (né le 9 juillet 1929 à Port-Louis et mort le 26 novembre 2010 dans la même ville), était un footballeur et un entraîneur mauricien.

## Biographie
En tant que défenseur, Mohammad Anwar Elahee fut international mauricien entre 1951 et 1956. En tant que musulman, il joua dans des clubs mauriciens comme Royal Muslims et Muslim Scouts. Il finit avec les Sharks. Il ne remporta aucun titre.
Il poursuit ensuite une carrière d'entraîneur : il dirige les Muslim Scouts, remportant le championnat en 1976. En 1970, il est nommé sélectionneur national. De 1970 à 1988, il réussit à remporter les Jeux des îles de l'océan Indien 1985 et est le seul sélectionneur à avoir qualifié Maurice pour une compétition internationale reconnue, c'est-à-dire la Coupe d'Afrique des nations de football 1974, même si la sélection est éliminée au premier tour. En son honneur, l'équipe qui participa à la CAN 1974 est surnommée les « Elahee Boys ».
Il dirige ensuite le Sunrise Flacq United, remportant le championnat en 1989, puis dirige le Scouts Club de 1990 à 1993, sans rien remporter. Il finit par retrouver le poste de sélectionneur national de 1994 à 1996.
Son fils, Mohammad Anwar Eladee Jr, est le vice-président de la Fédération de Maurice de football.

## Palmarès

### En tant qu'entraîneur
- Championnat de Maurice de football
  - Champion en 1976 et en 1989
- Coupe de Maurice de football
  - Finaliste en 1965 et en 1993
- Jeux des îles de l'océan Indien
  - Vainqueur en 1985